# Кэйныней
Кэйныне́й — гора на Дальнем Востоке России, в пределах Шмидтовского района Чукотского автономного округа. Возвышается на правом берегу реки Пегтымель, севернее начинается обширная Валькарайская низменность.
Название в переводе с чук. Кэйнынэй — «медвежья гора».
Гора Кэйныней сложена известняками, на её склонах получили распространение кальцефильные варианты горных тундр, на вершине представлены редкокуртинные, куртинные и пятнистые щебнистые тундры.
У подножия горы обнаружены пегтымельские петроглифы — наскальные рисунки, памятник древней культуры позднего неолита.